# Tommy Runar
Tommy Runar (Grimstad, 22 gennaio 1985) è un calciatore norvegese, portiere dello Jerv.

## Carriera

### Club
Runar cominciò la carriera con la maglia dello Jerv, per poi passare allo Start. Debuttò in 1. divisjon con questa squadra, sostituendo Rune Nilssen nel successo per 2-1 sullo Strømsgodset. Continuò a ricoprire il ruolo di secondo portiere negli anni seguenti.
Il 24 settembre giocò il primo incontro nella Tippeligaen, schierato titolare nella sconfitta per 1-0 sul campo del Vålerenga. Nel 2008, passò in prestito al Fredrikstad, militante nella Tippeligaen, e per cui giocò il primo incontro di campionato il 30 giugno, subentrando a Lasse Staw nella vittoria per 2-1 sul Vålerenga.
Terminato il prestito, tornò allo Start. Ricoprì nuovamente la posizione di portiere di riserva e, nel 2010, passò allo Jerv.